# Israel Rubio
Israel José Rubio Rivero (n. Bachaquero, Zulia, Venezuela; 11 de enero de 1981), pesista venezolano. Se destacó al obtener la Medalla de Bronce en los  Juegos Olímpicos Atenas 2004 en la categoría de (62 kg)

## Logros
- 2004

Medalla de Bronce en Halterofilia en los Juegos Olímpicos de Atenas 2004 con un total de 295 kg levantados. Esta Medalla la obtiene luego de que el Comité Olímpico Internacional excluyera al griego Sampanis de los Juegos de Atenas debido a que una segunda muestra de las pruebas antidopaje confirmó elevados niveles de testosterona, Rubio que había quedado de cuarto lugar automáticamente asume la medalla.
- 2008

Obtuvo el 13.er lugar en Halterofilia en los Juegos Olímpicos de Beijing 2008 con un total de 306 kg levantados.
- 2011

Medalla de Oro en Levantamiento de pesas en los Juegos Panamericanos de 2011, levantando 318 kg en total y superando así a su Compatriota Junior Sánchez con 310 kg.

## Problemas judiciales
Fue detenido el 25 de enero de 2012 en la ciudad de Pescara, Italia, por presunta posesión de estupefacientes y el 10 de julio de 2012 fue sentenciado a 4 años de cárcel que podían convertirse en solo dos años en prisión si mostraba buen comportamiento.
El 4 de noviembre de 2013 Rubio regresó a Venezuela tras pasar 22 meses en prisión.